# Slidy (rejon mohylowski)
Slidy (ukr. Сліди, hist. pol. Śledzie) – wieś na Ukrainie, w obwodzie winnickim, w rejonie mohylowskim, nad Derłą, dopływem Dniestru. W 2001 roku liczyła ok. 800 mieszkańców.

## Dwór
- dwukondygnacyjny dwór wybudowany po 1770 r. przez Remigiana Jełowieckiego przetrwał do 1917 r.[1].